# Симон Синк
Симон Синк (на английски: Simone Singh; на хинди: सिमोन सिंह) е индийска актриса.

## Биография
Симон Синк е родена на 10 ноември 1974 г. в Джамшетпур, Джаркханд, Индия. Тя прекарва детството си в Джамшептур. Симон се омъжва за режисьора Фархад Самар на 24 март 2000 г. и има сестра.

## Кариера
Симон прави своя актьорски дебют с телевизионния сериал „Морски ястреби“, последван от малка роля в „Самоуважение“, през 1995 г. Тя играе главната роля в друг популярен телевизионен сериал „Хена“, което и дава широко признание. Тя е първата индийска актрисата която представя Индия на Наградите Еми в Ню Йорк.

## Филмография

### Филми
- Една връзка: Връзките на любовта (2001) – Прия Капур
- Понякога щастие, понякога тъга ... (2001) – Руксар
- Да, аз съм обичал (2002) – Мегна
- За – мелодията на Живота (2002) – Дивя
- Шшш ... (2003)
- Утрото може и да не настъпи (2003) – Камила
- Същество Сайръс (2006) – Тина
- Невен (2007) – Шазия
- Височините на Делхи (2007) – Сайма
- Объркване илюзия (2008) – Вини
- 99 (2009) – Джахнави
- Диамантени убийства (2009)
- Ран (2009)

### Сериали
- Самоуважение (1995)
- Хапка от небето (1995)
- Морские ястреби (1997) –Рупал
- Тези странни приказки (1997) –Анита
- Нуждаете се от малко (1997) –Чанди
- Хеена (1998) – Хеена
- Здравейте приятели (1999)
- Дъждовна буря(2003) – Чанди
- Кашиш (2005) – Пиа
- Скок на вярата (2010)
- Имаше една красива жена (2014 г.) – Сакши Гоенка